# Блекхорс-роуд (станція)
51°35′13″ пн. ш. 0°02′29″ зх. д. / 51.586944° пн. ш. 0.041389° зх. д.
Блекхорс-роуд (англ. Blackhorse Road) — станція Лондонського метрополітену лінії Вікторія, London Overground лінії Госпел-Оук — Баркінг, розташована у районі Волтемстоу у 3-й тарифній зоні. В 2017 році пасажирообіг станції, для National Rail, склав 1.428 млн осіб, для Лондонського метро — 9.00 млн осіб

## Історія
- 9 липня 1984: відкриття станції у складі Tottenham and Forest Gate Railway[5]
- 1 вересня 1968: відкриття платформ лінії Вікторія[6]

## Пересадки
- на автобуси London Buses маршрутів 123, 158, 230, W11 та нічного маршруту N73.[7]